# Litohoř (zámek)
Zámek Litohoř stojí v centru obce Litohoř, téměř na křižovatce silnice I/38 se silnicí II/151. Od roku 1968 je chráněn jako kulturní památka.

## Historie
Od roku 1190 patřila Litohoř do majetku louckého kláštera, který nechal v obci na začátku 18. století postavit barokní zámek. Ten mu sloužil jako letní sídlo opatů. Poté, co došlo v roce 1789 ke zrušení kláštera, byl Wallisi připojen k budečskému panství. Na počátku 19. století byl upraven pro hospodářské účely a zároveň zde bývaly kanceláře. Dnes jej využívá Šlechtitelský a semenářský podnik v Litohoři. V roce 2005 prošel rekonstrukcí, při které dostal novou fasádu. V roce 2019 je na prodej za 12 milionu korun.